# منصور سورا واد
منصور سورا واد (من مواليد 1952 في داكار) هو مخرج سينمائي سنغالي.

## الحياة المُبكّرة
درس منصور سورا واد في جامعة باريس 8 وتولى إدارة الأرشيف السمعي البصري لوزارة الثقافة السنغالية وهي الوظيفة التي شغلها من 1977 إلى 1985.

## المسيرة المهنيّة
بدأ منصور في صناعة الأفلام القصيرة عام 1983، وفاز في عام 2002 بجائزة التانيت الذهبي.

## قائمة أعماله
هذه قائمةٌ بأبرز أعمال منصور:
| السنة | العنوان                | العنوان الأصلي              | المرجع |
| ----- | ---------------------- | --------------------------- | ------ |
| 1983  | التناقضات              | Contrastes                  | [ 9 ]  |
| 1989  | فاري لانيز             | Fary l'ânesse               | [ 10 ] |
| 1990  | تال بيككس              | Taal Pexx                   | [ 11 ] |
| 1992  | بيك مي                 | Picc Mi                     | [ 12 ] |
| 1993  | عايدة سوكا             | Aida Souka                  | [ 13 ] |
| 2002  | ندييسا أو ثمن الاعتذار | Ndeysa ou Le Prix du pardon | [ 14 ] |
| 2009  | حرائق منساري           | Les feux de Mansaré         | [ 15 ] |